# خوسيه أنطونيو ريدوندو
خوسيه أنطونيو ريدوندو (بالإسبانية: José Antonio Redondo García)‏ هو مدرب كرة قدم ولاعب كرة قدم إسباني في مركز الدفاع، ولد في 8 مارس 1953 في Turón, Asturias ‏ في إسبانيا. لعب مع ريال سبورتينغ خيخون ونادي ديبورتيفو إنسيديسا.